# 66583 Nicandra
66583 Nicandra è un asteroide della fascia principale. Scoperto nel 1999, presenta un'orbita caratterizzata da un semiasse maggiore pari a 2,6350383 UA e da un'eccentricità di 0,2442412, inclinata di 3,60490° rispetto all'eclittica.